# Carlo Rosselli
Carlo Rosselli, född 16 november 1899 i Rom, död 9 juni 1937 i Bagnoles-de-l'Orne, var en italiensk politisk ledare, journalist och historiker.
Rosselli var en aktiv antifascist, först i Italien och sedan utomlands. Han var också en av den liberala socialismens framträdande teoretiker, en icke-marxistisk, reformistisk socialism som inspirerades av den brittiska arbetarrörelsen.
Rosselli och hans bor Nello mördades av militanta fascister, kallade cagoulards.